# Orthodontopsis lignicola
Orthodontopsis lignicola  (лат.) — вид листостебельных мхов рода Ортодонтопсис (Orthodontopsis) семейства Бриевые (Bryaceae). Растение впервые описано в 2006 году ботаниками М. Игнатовым и Б. Ч. Таном.

## Распространение
Эндемик Китая, распространён в провинции Юньнань.

## Описание
Ближайший родственник — Ортодонтопсис Бардунова (Orthodontopsis bardunovii Ignatov & B.C.Tan, 1992), считавшийся единственным таксоном рода Ортодонтопсис до обнаружения Orthodontopsis lignicola.
Растение 1,5—4 мм высотой, листья до 5 мм в длину и до 4 мм в ширину.